# Jacques Fontaine
Pour les articles homonymes, voir Jacques Fontaine (homonymie) et Fontaine.
Jacques Fontaine, né le 25 avril 1922 aux Lilas et mort le 31 mai 2015 à Châtenay-Malabry, est un latiniste et universitaire français.
Spécialiste du latin médiéval et d'Isidore de Séville, il est membre de l'Académie des inscriptions et belles-lettres. 

## Biographie
Ancien élève de l'École normale supérieure, agrégé de grammaire (1943) et membre de la Casa de Velázquez (1943-1946), il est professeur de lettres classiques au lycée Malherbe de Caen (1949-1954). Maître de conférences de philologie latine (1954-1957), puis professeur de langue et de littérature latines à l'université de Caen-Normandie (1958-1959), il devient docteur ès lettres en 1957 puis professeur de langue et littérature latines à l'université Paris IV-Sorbonne de 1959 à 1988. 
Responsable de l’équipe latine du centre de recherches « Lenain de Tillemont pour le christianisme ancien et l’Antiquité tardive », il est membre du comité national du Centre national de la recherche scientifique, du comité de l’association Guillaume-Budé, du comité directeur de la commission internationale d’histoire ecclésiastique comparée, du conseil scientifique du centre d’études supérieures de civilisation médiévale de Poitiers, des conseils d’administration de l’Institut d’études augustiniennes (Paris, président) et de l’École normale supérieure de Saint-Cloud.
Il est pareillement membre de la Académie royale d'histoire (Madrid), de la Real Academia de Bellas Artes y Ciencias Históricas de Toledo, de l’Académie royale des sciences, des lettres et des beaux-arts de Belgique, de la British Academy, de l'Académie royale d'Irlande et du Medieval Academy of America. Le 27 mai 1983, il est élu membre à l'Académie des inscriptions et belles-lettres au fauteuil de Jean Filliozat. 
Professeur émérite, il est président de l'Académie des inscriptions et belles-lettres et de l'Institut de France en 1993. En 1968, il préside également la Société des études latines.

## Publications
- Isidore de Séville et la culture classique dans l’Espagne wisigothique, 2 vols, Paris, Institut des études augustiniennes, collection des études augustiniennes, 1959[4].

- Prix Thorlet de l'Académie des inscriptions et belles-lettres
- Isidore de Séville. Traité de la nature, suivi de l’Épître en vers du roi Sisebut à Isidore [texte établi, traduit et commenté], Bordeaux,  Bibliothèque de l'École des hautes études hispaniques, 1960[5].
- Tertullien. Sur la couronne [texte établi, traduit et commenté], Paris, PUF, 1966[6].
- Sulpice Sévère. Vie de Saint-Martin [texte établi, traduit et commenté], Paris, Éditions du Cerf, 1967-1969.
- Aspects et problèmes de la prose d’art au IIIe siècle : la genèse des styles latins chrétiens, Turin, Bottega d'Erasmo, 1969.
- La littérature latine chrétienne, Paris, PUF, coll. « Que sais-je ? », 1970.
- L’art préroman hispanique, Paris, Éditions Weber, 1973.
- Ammien Marcellin. Histoire, tome IV [texte établi, traduit et commenté], Paris, Les Belles Lettres, 1977.
- Études sur la poésie latine tardive d’Ausone à Prudence, Paris, Les Belles Lettres, 1980[7].
- Naissance de la poésie dans l’Occident chrétien. Esquisse d’une histoire de la poésie latine chrétienne du IIIe au VIe siècle, Paris, Institut des études augustiniennes, collection des études augustiniennes, 1983.
- Senlis, berceau de la France (en collaboration avec Anne Fontaine), Paris, Zodiaque, 1985.
- Culture et spiritualité en Espagne du IVe au VIIe siècle, Londres, Variorum Reprints, 1986.
- Tradition et actualité chez Isidore de Séville, Londres, Variorum Reprints, 1988.
- Saint Augustin. Confessioni, Introduzione generale, Milan, La Fondazione Lorenzo Valla, 1992.
- Ambroise. Hymnes [texte établi, traduit et commenté], Paris, Éditions du Cerf, 1992.
- Isidore de Séville. Genèse et originalité de la culture hispanique au temps des Wisigoths, Turnhout, Brepols, 2001.
- Gallus : dialogues sur les "vertus" de saint Martin [texte établi, traduit et commenté], Paris, Éditions du Cerf, 2006.

## Distinctions

### Décorations
- Officier de la Légion d'honneur (2010)[8]
- Commandeur de l'ordre des Palmes académiques
- Chevalier de l'ordre des Arts et des Lettres.

### Distinctions académiques
Il est docteur honoris causa de l’Université pontificale de Salamanque, de l’Université catholique Jean-Paul II de Lublin et de l’Université catholique du Sacré-Cœur.